# Jennifer Croxton
Jennifer Croxton é uma atriz britânica, nascida em Cambridge. Seus papéis incluem The Lady and the Highwayman e It's Awfully Bad For Your Eyes, Darling.